# 第71回NHK紅白歌合戰
第71回NHK红白歌合战（日语：第71回NHK紅白歌合戦）于日本时间2020年12月31日下午7时30分至11时45分在日本东京的NHK音乐厅以现场直播的方式举行。受到2019冠状病毒病（COVID-19）疫情影响，本届红白歌会不设现场观众，是该节目历史上首次。

## 播出概要
如未特殊说明，以下日期皆为2020年。
- 9月10日，NHK会长前田晃伸（日语：前田晃伸）在例行记者会上宣布，今年的红白将以无观众入场的方式举行。另外，播出时间也改为19:30-23:45，开场时间比往年推迟了15分钟。[1]
- 11月2日，主持人名單確定並公布。內村光良和NHK播報員桑子真帆担任综合主持人，此前二人曾担任第68届和第69届红白的综合主持人；同时这也是內村連續第四年擔任綜合主持人。紅組主持人為二階堂富美，白組主持人為大泉洋，兩人都是演員出身、以及首次擔任紅白的主持人[2]。本屆紅白的主題同時發表，呼應NHK的新冠（COVID-19）疫情支援企劃「大家一起喝采」（みんなでエール），主題為「就是現在放聲唱吧，大家一起喝采」（今こそ歌おう みんなでエール）。
- 11月16日，於NHK廣播電視中心舉辦記者會公布出場歌手名單，該名單同時在NHK網站上發布。本屆紅白共有9組歌手首次出場，其中出席記者會的有紅組的櫻坂46（今年自「櫸坂46」改名）、JUJU、東京事變、NiziU、BABYMETAL、milet以及白組的瑛人（日语：瑛人）、SixTONES和Snow Man。而GReeeeN也以特別企劃方式作首度出場。至於老牌演歌歌手五木宏，則成為繼北島三郎後，第2位累積了50次紅白出場的歌手，同時亦創下連續50次紅白出場的新紀錄。[3]
- 12月13日，副聲道解說的主持人公布，由山里亮太、渡邊直美繼續擔任[4]。
- 12月14日，追加公布佐田雅志以特別企劃方式登場，與上次出場相距13年，也是他累積第20次紅白出場。
- 12月21日，演唱曲目公布。
- 12月12日，追加公佈前兩回作為紅組出場的松任谷由實，本回改以特別企劃方式登場，並會演唱《想給予保護（日语：守ってあげたい）》。
- 12月23日，追加公布雙人音樂組合YOASOBI將以紅組身份首度紅白出場，並演唱歌曲《向夜晚奔去》，這是首度有藝人未發行實體作品便獲邀登上紅白，同時也是YOASOBI首次在電視節目上進行表演[5]。
- 12月24日，原本預定以白組初次出場的傑尼斯事務所旗下團體Snow Man（預定演唱曲目為《D.D.》），由於當中一位成員宮館涼太確診感染COVID-19，其他成員在日本保健所的指示下，也需要暫時停止活動，因此宣布請辭演出[6]。据媒体统计，這是自內山田洋&Cool Five辭退第22回NHK紅白歌合戰以來，相隔49年來首度有出場歌手需要主動辭退演出[7]。同時也追加公佈了X-Japan的Yoshiki再次以特別企劃方式出演。
- 12月27日，宣布北島三郎將以特別嘉賓身分透過遠距方式出演。
- 12月28日，演唱曲順公布。
- 12月30日，追加公佈玉置浩二相隔24年後再次以特別企劃方式登場[8]。

### 正式播出
- 12月31日，节目播出。最终红组时隔三年再次获胜。

- 為避免歌手群聚及保持社交距離，本年度歌手表演場地被分散至NHK放送中心內的多個區域，包括主場地的NHK音樂廳、CT-101攝影棚、CT-509攝影棚（節目字幕標為「管絃樂團棚」）等。至於審查員也被安排在專用的攝影棚作遠距出演，並以透明隔板將各審查員分隔開。
- 三山宏在演唱《北方的女人城鎮》时，同时连续第四年挑战剑玉吉尼斯世界纪录，三山本人和白组主持人大泉洋亦有参加。最终完成125人剑玉挑战，也打破了第69屆红白（2018年）时创下的纪录（124人）。
- NHK BS4K、BS8K使用的镜头机位仍与NHK综合频道版本有所不同，但本届开始，两频道添加了歌词同步字幕。
- 由于不设现场观众，本届红白采取电视观众投票与审查员投票合计的方法，电视观众投票方法為開始觀看時先獲得1票，然後當收看的數碼電視錄得10次「連續5分鐘觀看紅白」（即最少須連續觀看50分鐘）便可多獲1票，以本年度節目總長度為250分鐘，最多可獲5票，然後觀眾可透過遙控器，自由分配票數的取向，可全數投於某一組，或是按比例把票投給各組均可，投票時間截至結果發表前約1分鐘為止。最终红组（2,635,200票）以接近两倍于白组（1,383,180票）的票数获胜。
- 在2021年1月20日的记者会上，NHK放送总局长正籬聰透露本届紅白中，红白迪士尼特别组曲、YOSHIKI、Mr.Children、星野源、玉置浩二的演唱段落并非直播，而是事前录制。

## 主持人
紅組
- 二階堂富美（NHK晨間劇《歡呼》女主角）

白組
- 大泉洋（NHK綜合台音樂節目《SONGS (電視節目)》負責人）

綜合
- 內村光良（搞笑二人組「小內小南」成員，NHK晨間劇《夏空》旁白，NHK綜合台綜藝節目LIFE!（日语：LIFE!〜人生に捧げるコント〜）主持人）
- 桑子真帆（NHK東京播報室播報員，NHK綜合台新聞節目《早安日本》主播）

## 出场歌手
初次登场／  重返红白／  特别企划
| 紅組 | 紅組                | 紅組      | 紅組                                 | 白組      | 白組             | 白組      | 白組                                              |
| 出場 順序 | 歌手或團體名        | 登場 次數 | 歌曲                                 | 出場 順序 | 歌手或團體名     | 登場 次數 | 歌曲                                              |
| 前半 | 前半                | 前半      | 前半                                 | 前半      | 前半             | 前半      | 前半                                              |
| --- | ------------------- | --------- | ------------------------------------ | --------- | ---------------- | --------- | ------------------------------------------------- |
| 2 | Foorin              | 2         | 紅辣椒 （パプリカ）                          | 1         | King & Prince    | 3         | I promise                                         |
| 4 | milet               | 初        | inside you                           | 3         | 山内惠介         | 6         | 戀愛的街角 （）                                   |
| 5 | 日向坂46            | 2         | 可愛小心機 （アザトカワイイ）                      | 7         | Hey! Say! JUMP   | 4         | 紅白SP組曲 ～大家一起YELL 2020～ （）             |
| 6 | 櫻坂46              | 初        | Nobody's fault                       | 7         | Hey! Say! JUMP   | 4         | 紅白SP組曲 ～大家一起YELL 2020～ （）             |
| 8 | Little Glee Monster | 4         | 足跡                                 | 9         | SixTONES         | 初        | Imitation Rain                                    |
| 10 | 水森香織            | 18        | 瀨戶内 小豆島 ～2020閃耀SP～ （瀬戸内 小豆島 ～2020映えSP～）    | 11        | GENERATIONS      | 2         | You & I                                           |
| 13 | 坂本冬美            | 32        | 我如佛陀般死了 （）                  | 12        | 純烈             | 3         | 請給我愛的 ～Don't you cry～ （）                 |
| 15 | 天童芳美            | 25        | 你的星光大道 ～腹肌太鼓亂打SP～ （あんたの花道 ～腹筋太鼓乱れ打ちSP～） | 14        | Kis-My-Ft2       | 2         | We never give up!                                 |
| 特別企畫 / 佐田雅志「奇跡2021」 |                     |           |                                      |           |                  |           |                                                   |
| 16 | 乃木坂46            | 6         | Route 246                            | 17        | 鈴木雅之         | 3         | 夢中相逢 （）                                     |
| 「就是現在放聲唱吧，大家一起喝采」特別企畫『紅白迪士尼特別組曲』 King & Prince、乃木坂46 / 「向星星許願」（星に願いを） 二階堂富美、冰川清志 / 「嶄新的世界」（） 渡邊直美、King & Prince、乃木坂46 / 「世界真細小」（小さな世界） |                     |           |                                      |           |                  |           |                                                   |
| |                     |           |                                      | 18        | 五木宏           | 50        | 山河                                              |
| 後半 |                     |           |                                      |           |                  |           |                                                   |
| 19 | NiziU               | 初        | Make you happy                       |           |                  |           |                                                   |
| 21 | Perfume             | 13        | Perfume Medley 2020                  | 20        | 瑛人             | 初        | 香水                                              |
| 22 | BABYMETAL           | 初        | 欺凌、絕對、不行 （イジメ、ダメ、ゼッタイ）                | 23        | 鄉裕美           | 33        | 筒美京平 致敬組曲 （）                            |
| 24 | JUJU                | 初        | 溫柔滿溢 （）                        |           |                  |           |                                                   |
| 連續電視小說『歡呼』企劃 中村蒼、山崎育三郎、窪田正孝：《福島進行曲》 森山直太朗、堀內敬子：《長崎之鐘》 中村蒼、山崎育三郎、窪田正孝、森山直太朗：《榮冠閃耀著你》                                            |                     |           |                                      |           |                  |           |                                                   |
| GReeeeN「星影的欢呼 紅白SP」 |                     |           |                                      |           |                  |           |                                                   |
| |                     |           |                                      | 25        | 嵐               | 12        | 嵐×紅白 2020特別組曲 （）                         |
| 26 | LiSA                | 2         | 動畫《鬼滅之刃》紅白特別組曲 （）    | 27        | Official髭男dism | 2         | I LOVE...                                         |
| 29 | YOASOBI             | 初        | 向夜晚奔去 （夜に駆ける）                      | 28        | 三山宏           | 6         | 北方的女人城鎮～第4回 邁向劍玉世界紀錄之路～ （北のおんな町 ～第4回 けん玉世界記録への道～） |
| 31 | 東京事變            | 初        | Leap & Peal ～能動的閏篇～ （うるうるうるう〜能動的閏〆篇〜）      | 30        | 關西傑尼斯8      | 9         | 一起跳舞吧! 向著前方高喊！ （）                   |
| 33 | 愛繆                | 2         | 裸之心 （裸の心）                          | 32        | 柚子             | 11        | 雨後天晴 ～歡喜之歌 紅白SP～ （雨のち晴レルヤ ～歓喜の歌 紅白SP～）                 |
| YOSHIKI「ENDLESS RAIN」 |                     |           |                                      |           |                  |           |                                                   |
| 34 | Superfly            | 5         | 獻上愛的花束 （愛をこめて花束を）                    | 35        | Mr.Children      | 2         | Documentary film                                  |
| 36 | 石川小百合          | 43        | 越過天城 （天城越え）                        | 37        | 星野源           | 6         | 在我的世界裏跳舞 (除夕夜) （うちで踊ろう (大晦日)）                    |
| 39 | 松田聖子            | 24        | 琉璃色的地球 2020 （瑠璃色の地球 2020）               | 38        | 冰川清志         | 21        | 極限突破×倖存者 （）                              |
| 松任谷由實「想給予保護」（） |                     |           |                                      |           |                  |           |                                                   |
| 玉置浩二「田園」 |                     |           |                                      |           |                  |           |                                                   |
| 41 | MISIA               | 5         | 愛的形狀 （アイノカタチ）                        | 40        | 福山雅治         | 13        | 成為一家人吧 （）                                 |

## 其他出演者
此處列出節目中主持人、出場歌手以外的演出人員。

### 審查員
共9人（五十音順）：
- 黑柳徹子：主持人。過去曾經擔任5屆紅白的紅組主持，以及2015年紅白（66屆）的綜合主持。
- 三明治人：搞笑藝人二人組，繼去年紅白後再度擔當審查員。
- 杉咲花：演員，於本年秋季NHK晨間劇《小女侍》飾演主角竹井千代。
- 染谷將太：演員，於NHK第59部大河劇《麒麟來了》飾演織田信長。
- 小智子（日语：チコちゃん）：於NHK節目《被小智子批評！（日语：チコちゃんに叱られる!）》登場的角色。連續三年在紅白登場。
- 宮崎美子：演員，於NHK BS Premium播出的特別篇電視劇《黑色畫集～證言～（日语：証言(松本清張)#2020年版）》中飾演梅澤初枝。
- 宮本亞門（日语：宮本亞門）：演出家，曾參與指導多個音樂劇和歌舞伎表演。
- 室伏廣治：前鏈球運動員，在全日本田徑錦標賽中屢獲佳績。於本年被任命為日本體育廳長官。
- 吉澤亮：演員，於NHK第60部大河劇《直衝青天》飾演主角澀澤榮一。

### 其他播出平台主持人
- 電視副聲道解說：山里亮太、渡邊直美
- 電台解說：田村直之（日语：田村直之）、赤木野野花（均隸屬於NHK東京播報室）

### 特別來賓
- 北島三郎：於東京某攝影棚內擔任遠端評論嘉賓。

### 企劃、應援、共演嘉賓
- 東京愛樂交響樂團（日语：東京フィルハーモニー交響楽団）：管絃樂團棚內常駐伴奏。
- 藤野浩一（日语：藤野浩一）：為山內惠介、柚子及Superfly演出作樂隊指揮。
- 少年忍者（日语：ジャニーズJr.#少年忍者）：於Hey! Say! JUMP中擔任伴舞、以及在天童芳美中替代原由Snow Man擔任的太鼓伴奏。
- 部份小傑尼斯成員：於Hey! Say! JUMP中擔任伴舞。
- Fuwa-chan（日语：フワちゃん）：於水森香織表演中出場及應援。
- 篠原友惠（日语：篠原ともえ）：水森香織服裝設計，視像片段出現。
- EXIT（日语：EXIT (お笑いコンビ)）：GENERATIONS出場前介紹及應援。
- 桑田佳祐：以錄製片段（化名桑畑佳佑）為坂本冬美應援，並為演出開首作錄音旁述。
- 渡邊俊幸：為佐田雅志演出作樂隊指揮。
- 小野寺淳之介：為瑛人作結他伴奏及和聲。
- TRF成員DJ KOO（日语：DJ KOO）、兒玉健（日语：児玉健）：連同白組主持大泉洋及GENERATIONS成員數原龍友，一同參與三山宏的劍玉健力士世界紀錄演出。
- 野口聰一：於松田聖子演出前，在國際太空站發表錄影訊息。
- NINETY-NINE成員岡村隆史、出川哲朗、爆笑問題（日语：爆笑問題）成員田中裕二（日语：田中裕二 (お笑い芸人)）：與松任谷由實同共演唱《給你的Superman》和《若被溫柔包圍》。
- 柳澤壽男（日语：柳澤寿男）：為玉置浩二演出作樂隊指揮。
- 都倉俊一：指揮片尾曲《螢之光》的大合唱。

## 收視率
由於不設觀眾入場，以及民眾自肅留家的原故，根據Video Research的統計，關東地區本年度後半部的收視率達40.2%，是睽違2年再次達到40%以上，比去年同時段增加了3.0%，不過前半部份卻比2019年下跌0.5％，只有34.2%。
| 地區 | 前半部 | 後半部 |
| ---- | ------ | ------ |
| 關東 | 34.2%  | 40.3%  |
| 關西 | 32.8%  | 39.3%  |

## 外部連結
- 官方網站 （页面存档备份，存于）
- 的X（前Twitter）
- 的Instagram帳戶